# Crassispira chacei
Crassispira chacei é uma espécie de gastrópode do gênero Crassispira, pertencente à família Pseudomelatomidae.